# Лангерман, Иоганн Готтфрид
Иоганн Готтфрид Лангерман (Langermann; 1768—1832) — немецкий врач, известный не только своей административно-врачебной деятельностью, но и тесной дружбой с Шиллером и Гёте и своим участием в редактировании йенской Literatur-Zeitung.
Изучал юриспруденцию и теологию в Лейпциге, но покинул его из-за агитации в пользу университетской реформы. Затем Лангерман учил медицину в Йене, где и получил степень доктора медицины в 1797. Его преподавателем в Йене был философ Фихте. Написал много сочинений по акушерству и психическим заболеваниям. Работая в Байройте, стал реформатором госпитальной психиатрии в Германии. Был советником прусского короля по вопросам здравоохранения. Считал психические заболевания проявлениями неконтролируемой страсти. Учеником Лангермана был Иделер.